# 6830 Johnbackus
6830 Johnbackus (1991 JB1) là một tiểu hành tinh vành đai chính được phát hiện ngày 5 tháng 5 năm 1991 bởi S. Otomo và O. Muramatsu ở Kiyosato. Tên của nó được đặt để tưởng nhớ John Backus.